# 林忠勝
林忠勝（1941年12月21日—2011年12月12日），台灣宜蘭縣壯圍鄉人，慧燈中學創辦人，教育家，國立臺灣師範大學歷史系畢業，曾於中央研究院近代歷史研究所研究員進行口述歷史研究、宜蘭中學教師、著名補習班慧燈補習班創辦人兼主任、慧燈中學董事長等職。

## 生平介紹
林忠勝於1941年生於日治台灣台北州宜蘭郡的壯圍庄，從小家境貧窮，家中8位兄弟姊妹，有2位兄長放棄學業從事捕魚，林小學就讀宜蘭縣壯圍鄉公館國小，受教於蔡奕燦，當時公館國小未有考上宜蘭中學初中部的紀錄，林國小畢業時，赤腳前赴宜蘭中學參加初中考試，一舉考上，為當屆考上7人中的其中之一，畢業於宜蘭中學後，1959年考上與同窗3人考入國立臺灣師範大學，進歷史系就讀，於1964年畢業，隨即返回母校省立宜中實習並擔任歷史教師，認識後來的慧燈董事群林光義、數學教員楊政夫。
1969年辭去省立宜中教師，隨即進入中央研究院近代歷史研究所擔任歷史研究員，專門研究台灣近代歷史，1971年與其他2位宜蘭中學教員成立「慧燈補習班」，初期只有12人，由於重考班實質成效佳，隔年隨有200人報考，1971年至1996年總共有近20000餘人自慧燈補習班考上大學，林在擔任慧燈補習班班主任間，曾兼任台大、儒林等補習班歷史教師，也完成許多台灣近代歷史口說著作，1996年成立慧燈中學，為宜蘭縣第一所私立完全中學。

## 生前著作
- 《陳逸松回憶錄(日據時代篇)》  陳逸松 口述 林忠勝撰述  前衛出版社 1994-11-15
- 《朱昭陽回憶錄：風雨延平出清流》 朱昭陽 口述、吳君瑩 紀錄、林忠勝 撰述 前衛出版社 2009-02-01
- 《楊基銓回憶錄：心中有主常懷恩》 楊基銓撰述／林忠勝校閱 撰述 前衛出版社 1996-03-15
- 《劉盛烈回憶錄》 林忠勝 撰述 前衛出版社 2005-03-25
- 《廖欽福回憶錄》 林忠勝 撰述 前衛出版社 2005-06-15
- 《高玉樹回憶錄：玉樹臨風步步高》 吳君瑩 紀錄、林忠勝 撰述 前衛出版社 2007-06-01

## 外部連結
| 教育職務    | 教育職務                               | 教育職務      |
| ----------- | -------------------------------------- | ------------- |
| 慧燈中學    |                                        |               |
| 前任： 首任 | 慧燈中學董事長 1、2、3任 1996年-2011年 | 繼任： 吳君瑩 |